# Martin Rieck (Sänger)
Martin Rieck (* 1990 in Cottbus) ist ein deutscher Opern- und Konzertsänger (Stimmlage Tenor), Hochschuldozent und Gesangspädagoge.

## Leben
Martin Rieck wuchs in Zwickau auf und besuchte das Clara-Wieck-Gymnasium mit vertieft musischem Profil. In der Kindheit sang er zahlreiche Rollen als Knabensopran am Theater Plauen-Zwickau. Nach dem Abitur studierte er Gesang und Gesangspädagogik an der Hochschule für Musik Carl Maria von Weber Dresden bei Matthias Weichert, Piotr Bednarski und Olaf Bär.
Seit 2015 unterrichtet Rieck im Fach Gesang an der Hochschule für Musik Carl Maria von Weber Dresden und bereitet Studienbewerber am Sächsischen Landesgymnasium für Musik auf die Aufnahmeprüfungen eines Musikstudiums vor. Von 2016 bis 2017 leitete er den Fachbereich Gesang an der Kreismusikschule Dreiländereck des Landkreises Görlitz. Seit 2017 hat er eine Stelle an der Hochschule für Musik und Theater Rostock am Institut für Musikwissenschaft, Musikpädagogik und Theaterpädagogik im Fach Gesang inne. Er ist Mitglied im Bundesverband Deutscher Gesangspädagogen.
Rieck ist als Sänger freischaffend tätig und begann während des Studiums seine solistische Tätigkeit. Er sang Partien der Oper, der Operette und des Musicals an vielen Theatern überwiegend in Sachsen. Er konzertierte darüber hinaus mit zahlreichen Orchestern und Dirigenten. Sein Repertoire umfasst Oratorien, Kantaten als auch Lieder. Etliche Rezensionen belegen sein künstlerisches Schaffen.
Zum Sommersemester 2021 wurde Martin Rieck zum Prorektor für künstlerische Praxis und internationale Beziehungen an der Hochschule für Musik und Theater Rostock gewählt.